# James Sadler
James Sadler – brytyjski producent procelany. 
Firma Sadlera istnieje od 1886 roku, działa ona na terenie Wielkiej Brytanii. Wyrabiana przez nią porcelana jest charakterystyczna, ponieważ firma oferuje tylko i wyłącznie zestawy do herbat: kubki, filiżanki, oraz imbryki do herbaty. Czajniczki są zbierane do kolekcji ze względu na wyjątkowe ozdoby. Nieznana jest dokładna ich liczba, gdyż produkowane są one do dzisiaj. 

## Niektóre nazwy Imbryków Sadlera
- Big Ben
- History of Tea
- Ivy's House
- Rabbit
- Royal Albert Hall
- Henryk VIII
- Queen Elizabeth

## Charakterystyka wyrobów
Charakterystycznymi rzeczami w budowie tych wyrobów są dzióbek, który we wszystkich imbrykach jest na tej samej wysokości jak ucho. Czajniki Sadlera zazwyczaj przedstawiają różne ważne historyczne wydarzenia bądź osoby z historii Anglii.